# Siculensi
Les Siculensi  sont une tribu antique de Sardaigne.

## Histoire
Décrits par Ptolémée (III, 3), les Siculensi habitaient au Sud des Celsitani et des Corpicenses et au Nord des Neapolitani et des Valentini. Leur territoire se situait dans la région historique du Sarrabus, riche en mines d'argent. Il pourrait s'agir d'une population de  Sicules probablement arrivés en Sardaigne depuis le Latium avant leur descente vers la Sicile ou plus probablement directement de cette dernière.